# Tighremt
Tighremt (Srednji Atlas tamazightsko ⵜⵉⵖⵔⵎⵜ Tiɣremt) je berberski stanovanjski grad na jugu Maroka, običajno visok tri nadstropja in zgrajen iz zbite zemlje z vogalnimi stolpi.

## Pomen besede
Beseda tighremt (mn.: tiguermin ali tiguermatin) izvira iz srednjeatlaškega tamazighta, berberskega jezika, ki se govori v vzhodnem Antiatlasu in velikih delih Visokega Atlasa; je pomanjševalnica ženskega rodu besede igherm (mn.: igherman) in opisuje vsako večjo zgradbo iz nabite zemlje. Nič nenavadnega ni, da se tighremt imenuje z besedo kazba, ki izhaja iz arabščine, vendar je bolje, da izraza ločimo: kazba je običajno trdnjavi podoben konglomerat zgradb; Poleg tega so v kazbi vojaško-suvereni vidiki očitno v ospredju pred domačimi funkcijami.

## Funkcijo
Stoletja je bilo življenje Berberov v nekdaj oddaljenih gorskih regijah južnega Maroka značilno po načelih samooskrbe in osebne odgovornosti. Vsaka (razširjena) družina je sama pridelala najnujnejša živila ter opremo in orodje ter bila prisiljena braniti svojo lastnino pred tujci. Tighremt je zagotavljal vse potrebne arhitekturne zahteve za preživetje v težkem okolju. Okensko steklo in kovine (npr. za žeblje) v oddaljenih oazah in gorskih predelih niso poznali. Glinena konstrukcija je zagotavljala tudi zadostno izolacijo pred vročino dneva in mrazom ponoči.
V nekaterih regijah južnega Maroka - vendar ne v stalno rodovitnih oaznih dolinah - je obstajala potreba po poletni selitvi z živino v višje gorske predele (transhumanca). V tem času so v tighremtih pogosto živeli le stari in bolni, družinsko premoženje pa je bilo deponirano v Agadirjih (skladiščnih gradovih), dokler se niso vrnili pozno jeseni.

## Arhitektura

### Gradbeni materiali
Tighremt je bil zgrajen samo iz lokalno dostopnih materialov (glina, pomešana z majhnimi kamni; palmova debla in listi; veje arganovega, oljčnega, mandljevega ali granatnega jabolka; trstičje). Lesena ali celo zastekljena okna in vrata so bila do začetka 20. stoletja večinoma neznana; le vhodna vrata na dvorišče so bila iz grobo tesanih desk.

### Zunanjost
Tighremt dobi svojo utrjeno, skoraj grajsko podobo predvsem zaradi vogalnih stolpov, ki so običajno nazobčani, pomanjkanja oken in odprtin za prezračevanje, podobnih strelnicam. V nasprotju s stavbo je zgornje območje vogalnih stolpov v velikih delih južnega Maroka pogosto okrašeno z geometrijskimi oblikami (rombi, trikotniki, mreže itd.), ki so tradicionalne že stoletja, čeprav se lahko domneva, da so takšni motivi imeli prvotno apotropejski (varovalni nad katastrofo) pomen: diamante je mogoče interpretirati kot abstrahirane oči in s tem kot znak budnosti. Po drugi strani pa so vzorci stopnišč novejši in jih lahko razumemo kot izposojenke iz arabske umetnosti severnega Maroka – prevedene v geometrijski formalni jezik Berberov; simbolne vsebine ni mogoče domnevati.

### Dvorišče
Večina tighremtov je imela bolj ali manj veliko dvorišče, kamor so vsak večer zaprli živino (ovce, koze, kokoši). Še danes lahko v nekaj tighremtih, ki so še naseljeni, še vedno vidite peč iz gline - kurjeno s slamo, suhim grmovjem in majhnimi vejami - za peko vsakdanjega kruha.

### Notranjost
Notranjost tighremta je dobro premišljena: v pritličju so hlevi za živino; tu so shranjevali tudi krmo, slamo in kmetijsko opremo. Poleg tega je bila tukaj pogosto umeščena od saj črna kuhinja. Pri starejših stavbah vodi v zgornje nadstropje poševna klančina, pri mlajših pa stopnišče iz vej, trstičja in zemlje, ki se glede na regijo naslanja na arganove veje ali palmova debla, kjer je skupna dnevna soba, ki je služila tudi kot spalnica. Podstrešje je bilo dejansko središče življenja v hiši: terasa, zaščitena pred vetrom in radovednimi pogledi z obzidjem, je služila ženskam za gospodinjska dela (priprava hrane, tkanje, sušenje perila); poleg tega so bile tu včasih dodatne dnevne sobe in spalnice. V tighremtih v precej hladnejšem Visokem Atlasu običajno ni uporabne strešne terase - strop pritličja ali srednjega nadstropja je tudi streha.

## Trenutno stanje
Dandanes komaj kdo more ali želi živeti v prašnih, ozkih, skoraj brez svetlobe tighremtih, ki nenehno zahtevajo nego. Namesto tega se je večina berberskih družin preselila v ometane in večinoma rdeče pobarvane nove stavbe s stenami iz votlih blokov ter stropi in stopnicami iz betona. Večina tighremtov je že izginila ali pa resno propada; nekaj pa jih je bilo spremenjenih v »muzeje« (maisons tradicionales ali maisons berbères) ali z velikim trudom v majhne turistične hotele. Najbolje ohranjeni - in nekateri med njimi še vedno naseljeni - tighremti so na območju okoli Tafraoute (Oumesnat), v Ait Ben-Haduju, v N'Kobu, v dolini Dades in v oaznih dolinah Oued Draa in Oued Ziz.